# Альципа-крихітка жовтоброва
Альци́па-крихітка жовтоброва (Schoeniparus cinereus) — вид горобцеподібних птахів родини Pellorneidae. Мешкає в Гімалаях і горах Південно-Східної Азії.

## Поширення і екологія
Жовтоброві альципи-крихітки мешкають в Індії, Бутані, Непалі, Китаї, М'янмі, Лаосі і В'єтнамі. Вони живуть у вологих гірських тропічних лісах і чагарникових заростях. Зустрічаються на висоті від 600 до 2745 м над рівнем моря.